# Turistická značená trasa 7375
Turistická značená trasa 7375  je žlutá trasa Klubu českých turistů určená pro pěší turistiku v Královéhradeckém kraji v okrese Trutnov vedená u města Dvůr Králové nad Labem. 
| Km | bod                     | navazující, křižující trasy | souřadnice                        | nadm. výška |
| 0  | Dvůr Králové žst.       | 1862, 4245                  | 50°24′53″ s. š., 15°47′50″ v. d.* | 325 m *     |
|    | Dvůr Králové – nad žst. | 1862, 4245                  | 50°24′54″ s. š., 15°47′35″ v. d.* | 350 m *     |
| 2  | Krakonošova vyhlídka    | 0426                        | 50°24′29″ s. š., 15°48′50″ v. d.* | 370 m *     |

* přibližný údaj